# Lista localităților din Elveția - C
| Localitățile din Elveția - ghid alfabetic A \| B \| C \| D \| E \| F \| G \| H \| I \| J \| K \| L \| M \| N \| O \| P \| Q \| R \| S \| T \| U \| V \| W \| X-Y \| Z Lista parțială a localităților din Elveția - Ultima actualizare: 01.01.2010 |

| Localitățile din Elveția - litera C Cademario, TI, 616 \| Cadempino, TI, 1346 \| Cadenazzo, TI, 1983 \| Cadro, TI, 1625 \| Calfreisen, GR, 46 \| Calpiogna, TI, 46 \| Cama, GR, 472 \| Camignolo, TI, 628 \| Camorino, TI, 2315 \| Campello, TI, 59 \| Campo (Vallemaggia), TI, 57 \| Canobbio, TI, 1864 \| Capriasca, TI, 5624 \| Carabietta, TI, 109 \| Carona, TI, 702 \| Carouge (GE), GE, 18143 \| Carrouge (VD), VD, 789 \| Cartigny, GE, 829 \| Caslano, TI, 3624 \| Castaneda, GR, 230 \| Castel San Pietro, TI, 1929 \| Castiel, GR, 123 \| Casti-Wergenstein, GR, 54 \| Castrisch, GR, 406 \| Cauco, GR, 36 \| Cavagnago, TI, 92 \| Caviano, TI, 135 \| Cavigliano, TI, 697 \| Cazis, GR, 2056 \| Celerina/Schlarigna, GR, 1213 \| Céligny, GE, 634 \| Centovalli, TI, 1137 \| Cerentino, TI, 67 \| Cerniat (FR), FR, 343 \| Cerniaz (VD), VD, 58 \| Cernier, NE, 1941 \| Certara, TI, 78 \| Cevio, TI, 1299 \| Châbles, FR, 544 \| Chabrey, VD, 207 \| Chalais, VS, 2650 \| Cham, ZG, 13322 \| Chamblon, VD, 553 \| Chamoson, VS, 2613 \| Champagne, VD, 660 \| Champéry, VS, 1181 \| Champoz, BE, 157 \| Champtauroz, VD, 110 \| Champvent, VD, 300 \| Chancy, GE, 889 \| Chanéaz, VD, 90 \| Chapelle (Glâne), FR, 200 \| Chapelle-sur-Moudon, VD, 340 \| Chardonne, VD, 2614 \| Charmey, FR, 1619 \| Charrat, VS, 1148 \| Château-d'Œx, VD, 3025 \| Châtelat, BE, 114 \| Châtel-Saint-Denis, FR, 4400 \| Châtel-sur-Montsalvens, FR, 217 \| Châtillens, VD, 427 \| Châtillon (FR), FR, 291 \| Châtillon (JU), JU, 378 \| Châtonnaye, FR, 571 \| Chavannes-de-Bogis, VD, 1064 \| Chavannes-des-Bois, VD, 427 \| Chavannes-le-Chêne, VD, 242 \| Chavannes-le-Veyron, VD, 118 \| Chavannes-près-Renens, VD, 5678 \| Chavannes-sur-Moudon, VD, 196 \| Chavornay, VD, 2812 \| Cheiry, FR, 397 \| Chêne-Bougeries, GE, 9762 \| Chêne-Bourg, GE, 7571 \| Chénens, FR, 585 \| Chêne-Pâquier, VD, 103 \| Chermignon, VS, 2772 \| Chesalles-sur-Moudon, VD, 170 \| Chesalles-sur-Oron, VD, 140 \| Cheseaux-Noréaz, VD, 516 \| Cheseaux-sur-Lausanne, VD, 2888 \| Chéserex, VD, 1147 \| Chésopelloz, FR, 119 \| Chessel, VD, 317 \| Chevilly, VD, 200 \| Chevroux, VD, 386 \| Chexbres, VD, 2033 \| Cheyres, FR, 756 \| Chézard-Saint-Martin, NE, 1644 \| Chiasso, TI, 7992 \| Chigny, VD, 251 \| Chippis, VS, 1541 \| Chironico, TI, 408 \| Choulex, GE, 972 \| Chur, GR, 31911 \| Churwalden, GR, 2196 \| Cimadera, TI, 100 \| Clarmont, VD, 146 \| Claro, TI, 2259 \| Clavaleyres, BE, 56 \| Clos du Doubs, JU, 1388 \| Coeuve, JU, 634 \| Coffrane, NE, 634 \| Coinsins, VD, 360 \| Coldrerio, TI, 2626 \| Collex-Bossy, GE, 1327 \| Collina d'Oro, TI, 4065 \| Collombey-Muraz, VS, 5856 \| Collonge-Bellerive, GE, 6626 \| Collonges, VS, 508 \| Cologny, GE, 4917 \| Colombier (NE), NE, 5009 \| Colombier (VD), VD, 469 \| Comano, TI, 1703 \| Combremont-le-Grand, VD, 285 \| Combremont-le-Petit, VD, 369 \| Commugny, VD, 2628 \| Concise, VD, 697 \| Confignon, GE, 3403 \| Constantine, VD, 278 \| Conters im Prättigau, GR, 185 \| Conthey, VS, 6568 \| Contone, TI, 764 \| Coppet, VD, 2446 \| Corban, JU, 466 \| Corbeyrier, VD, 331 \| Corbières, FR, 353 \| Corcelles (BE), BE, 221 \| Corcelles-Cormondrèche, NE, 3967 \| Corcelles-le-Jorat, VD, 428 \| Corcelles-près-Concise, VD, 266 \| Corcelles-près-Payerne, VD, 1762 \| Corcelles-sur-Chavornay, VD, 320 \| Corgémont, BE, 1505 \| Corippo, TI, 23 \| Corminboeuf, FR, 1691 \| Cormoret, BE, 514 \| Cornaux, NE, 1489 \| Cornol, JU, 851 \| Corpataux-Magnedens, FR, 876 \| Correvon, VD, 101 \| Corseaux, VD, 2074 \| Corserey, FR, 279 \| Corsier (GE), GE, 1718 \| Corsier-sur-Vevey, VD, 3145 \| Cortaillod, NE, 4378 \| Cortébert, BE, 718 \| Cossonay, VD, 2637 \| Cottens (FR), FR, 941 \| Cottens (VD), VD, 332 \| Courchapoix, JU, 417 \| Courchavon, JU, 294 \| Courfaivre, JU, 1581 \| Courgenay, JU, 2133 \| Courgevaux, FR, 1022 \| Courlevon, FR, 262 \| Courrendlin, JU, 2433 \| Courroux, JU, 2846 \| Court, BE, 1340 \| Courtedoux, JU, 766 \| Courtelary, BE, 1155 \| Courtepin, FR, 2732 \| Courtételle, JU, 2208 \| Crans-près-Céligny, VD, 2030 \| Crassier, VD, 812 \| Cremin, VD, 52 \| Crémines, BE, 558 \| Cresciano, TI, 610 \| Cressier (FR), FR, 737 \| Cressier (NE), NE, 1950 \| Crésuz, FR, 264 \| Crissier, VD, 6458 \| Croglio, TI, 841 \| Cronay, VD, 322 \| Croy, VD, 280 \| Cuarnens, VD, 404 \| Cuarny, VD, 176 \| Cudrefin, VD, 898 \| Cugnasco-Gerra, TI, 2319 \| Cugy (FR), FR, 932 \| Cugy (VD), VD, 2032 \| Cully, VD, 1791 \| Cumbel, GR, 268 \| Cunter, GR, 194 \| Cureglia, TI, 1309 \| Curio, TI, 562 \| Curtilles, VD, 277 \| |